# Crocomela orthocraspeda
Crocomela orthocraspeda là một loài bướm đêm thuộc phân họ Arctiinae, họ Erebidae.